# Монокль (объектив)

Схема объектива монокль У. Уоллостона.

Моно́кль — простейший объектив, состоящий из одиночной положительной линзы.
Классическим является объектив монокль, предложенный Уильямом Уолластоном, в начале XIX века, в качестве объектива для камеры-обскуры.
Представляет собой вогнуто-выпуклый мениск, обращённый вогнутостью наружу (к предмету) с апертурной диафрагмой, расположенной перед линзой.

## Особенности
Такая компоновка позволяет до некоторой степени исправить астигматизм и несколько уменьшить кривизну поля изображения (за счёт отрицательного астигматизма передней (вогнутой) поверхности), а также полностью устранить кому (за счёт положения диафрагмы).
Неисправленными остаются сферическая аберрация, дисторсия и хроматические аберрации. Причём, если сферическую аберрацию можно уменьшить диафрагмированием, то хроматические аберрации и дисторсия для монокля неустранимы, хотя и по разным причинам.
Объектив такого типа обладает невысокой светосилой (не более f/8) и небольшим угловым полем в 25°, то есть кроет кадр с диагональю не более половины фокусного расстояния. Изображение, создаваемое моноклем, как правило, малоконтрастно, и имеет невысокую, убывающую к краям, резкость. Однако, при значительном диафрагмировании резкость монокля заметно повышается.
В настоящее время применяется фотографами, как творческий мягкорисующий объектив, преимущественно для портретных, пейзажных съёмок, а также съёмки натюрморта.
Характерный «рисунок» объектива монокль определяется величиной неисправленных аберраций (в основном сферической), которая в свою очередь зависят от оптических свойств линзы мениска, её геометрических размеров, а также величины отверстия в диафрагме. Как правило, рисунок монокля невозможно имитировать при постсъёмочной обработке фотоматериалов, либо в графических редакторах. Этим объясняется популярность использования объективов моноклей среди современных фотографов.

## Фотографы, снимающие моноклем
- А. Н. Ерин
- Г. М. Колосов
- Л. С. Таболина